# ایچییو هیگوچی
هیگوچی ناتسوکو شاعر و نویسنده دوران میجی با نام مستعار هیگوچی ایچی‌یو (به ژاپنی: 樋口一葉، Higuchi Ichiyou) در دوم می ۱۸۷۲ در توکیو در خانواده‌ای کشاورز به دنیا آمد. او اولین نویسندهٔ زن حرفه‌ای ادبیات مدرن ژاپن بود و با وجود سختی‌هایی که زنان در دوره میجی داشتند، او موفق شد که به یکی از بزرگ‌ترین نویسندگان ژاپن تبدیل شود.

## سال‌های آغازین
او فرزند چهارم و دومین دختر هیگوچی نوریوشی و آیامه تاکی بود. هرچند که نام اصلی‌اش هیگوچی ناتسوکو بود او اغلب از خودش به عنوان هیگوچی ناتسو یاد می‌کرد و لقب هیگوچی ایچی‌یو را برای خود برگزید. خانوادهٔ او از قشر ضعیف مردم به حساب می‌آمدند و به کار کشاورزی مشغول بودند. پدرش در سال ۱۸۶۲ به مقام یک سامورایی ارتقا یافت و اوضاع اقتصادی خانواده‌اش کمی بهتر شد اما تنها پس از مدت کوتاهی که پدرش از این مقام بهره‌مند بود، با اصلاحات میجی طبقه سامورایی منسوخ شد. با این وجود بزرگ شدن در یک خانواده سامورایی برای او تجربه‌ای تأثیرگذار بود.
او از دوران کودکی باهوش و بااستعداد بود و زود زبان باز کرد و حافظه خوبی داشت. در سال ۱۸۷۷ (میجی، سال ۱۰)، در ۴ سال و ۱۰ ماهگی به مدرسه دولتی هونگو وارد شد اما به دلیل سن کم به زودی انصراف داد و شش ماه بعد به مدرسه خصوصی یوشیکاوا که توسط توشی‌کی یوشیکاوا تأسیس شده بود رفت. با استناد به دفترچه یادداشتش، او در دوران کودکی به بازی‌های هم‌سن‌وسال‌هایش مانند توپ‌دستی علاقه‌ای نداشت و به خواندن کتاب علاقه‌مند بود و وقت خود را با خواندن کتاب‌های مصور پر می‌کرد. گفته می‌شود که او خواندن "نانسو ساتومی هاکن دن انسوری‌می هاهاکی‌دن" اثر کیوکوتی باکین" را در سه روز به پایان رسانده است. در سال ۱۸۸۱ (میجی، سال ۱۴)، برادر بزرگ‌ترش توری‌نوکه به دلیل رفتار بد و مشکلات مالی از خانواده جدا شد و به عنوان شاگرد سفالگری مشغول به کار شد. در همان سال به منطقه اوکاجی در توکیو منتقل شدند و در نوامبر به مدرسه خصوصی آوکی در منطقه اوئنورفت. در آن‌جا برای اولین بار شعرهای ژاپنی را یاد گرفت. در دسامبر ۱۸۸۳ (میجی، سال ۱۶)، او با رتبه اول از کلاس چهارم دبیرستان فارغ‌التحصیل شد اما تحصیلش را ادامه نداد؛ گفته می‌شود که مادرش، تاکی، معتقد بود که تحصیل برای زنان ضروری نیست.
از سوی دیگر، پدرش نوریوشی دختر مشتاق علمش را تحت آموزش وادا شیگه‌ئو قرار داد تا شعرهای ژاپنی را یاد بگیرد. در سال ۱۸۸۶ (میجی، سال ۱۹)، با معرفی پزشک آشنای پدرش، تواودا چوآن، به مدرسه شعر اوتاکو ناکاجیما به نام «هاگی نو یاشا» (هاگی نو یا) وارد شد. در آن‌جا علاوه بر شعر، خط چینی شین‌کای و مطالعه ادبیات دوران سلطنت را نیز فرا گرفت. او تحصیل در شعر واکا را در هاگی‌نویا، تحت نظارت اوتاکو ناکاجیما آغاز کرد و همچنین شعر و ادبیات کلاسیک ژاپنی را آموخت و از توسویی ناکارایداستان‌نویسی را یادگرفت. هاگی نو یا در آن زمان محلی برای رفت و آمد اشراف و خانواده‌های قدیمی، همسران و دختران سیاستمداران و نظامیان دولت میجی بود و تعداد شاگردان آن به بیش از هزار نفر می‌رسید. هیگوچی که دختر یک کارمند پایین‌رتبه دولتی بود، با دو دختر دیگر از طبقه متوسط دوست شد و آن‌ها را «سه دختر از طبقه متوسط» نامیدند. سال بعد از ورودش، با نزدیک شدن به مراسم سال نو که در فوریه برگزار می‌شد، موضوعاتی مانند لباس‌های مجلسی دختران اشرافی مطرح شد که برای دختر یک کارمند پایین رتبه قابل رقابت نبود. هیگوچی با احساس خجالت با لباس‌های دست دومی که خانواده اش برایش تهیه کرده بودند در این مراسم حاضر شد. او در میان سایر دانش‌آموزان، که اکثریت آنها از طبقه بالا بودند، احساس حقارت می‌کرد و این خودکم‌بینی او را آزار می‌داد.
ساساکی نوبوتسونادر خاطراتش به نام «مردم میجی، تای‌شو و شووا» در مورد جلسه شعر «هاگی نو یا» که در آن شرکت کرده بود، نوشت که ایچی‌یو در اتاق کناری روی صندلی نشسته بود و مشغول نوشتن اشعار رقابتی و تصحیح اشعار مربوط به مسابقه بود و از زمان شروع خواندن اشعار در صندلی خود حاضر شد و هیگوچی در این مراسم شعر بالاترین امتیاز را کسب کرد. این مسابقات شعر به صورت ماهانه برگزار می‌شد که در آن همه دانش‌آموزان، دعوت به شرکت می‌شدند. شعرهای تدریس شده در این مدرسه، شعرهای شاعران محافظه‌کار در دوره هی آن بودند.
تمایل او به نوشتن از سال ۱۸۹۱ آشکار شد، زمانی که او خاطراتش را به صورت جدی در یک دفترچه ثبت کرد. این دفترچه به صدها صفحه رسید و پنج سال باقی‌مانده از زندگی‌اش را پوشش می‌داد. با احساس حقارت اجتماعی، خجالت و فقر روزافزون خانواده‌اش، دفترچه یادداشت او مکانی بود که می‌توانست احساسات خود را به تصویر بکشد. دفترچه‌های او همچنین مکانی برای ابراز وجود او بودند و شامل نظرات او دربارهٔ هنر ادبی و همچنین نظرات دیگران دربارهٔ کارهایش بودند.

## نویسندگی
در سال ۱۸۸۹، دو سال پس از مرگ بزرگ‌ترین برادرش، پدرش درگذشت. پس از یک سرمایه‌گذاری ناموفق تجاری توسط پدرش، وضعیت مالی خانواده بسیار دشوار شد. نامزد او، سابورو شیبویا(که بعداً عنوان دادستان، قاضی و فرماندار استان آکیتا را به‌دست آورد) پس از مرگ پدر ایچی یو هیگوچی رابطه خود را با او تمام کرد. به پیشنهاد معلمش، او به عنوان کارآموز به هاگی‌نویا منتقل شد اما پس از چند ماه به دلیل نارضایتی از حجم زیاد کارهای خانه، آنجا را ترک کرد. او به همراه مادر و خواهر کوچکش، کونیکو، به منطقه هونگو نقل مکان کردند، جایی که زنان از طریق خیاطی و کار در لباسشویی، درآمد کسب می‌کردند. با دیدن موفقیت همکلاسی‌اش، کاهو میاکه، که رمانی به نام «یابو نو اوگوایسو» (به معنای «پرنده جنگلی در میان درختان»، ۱۸۸۸) نوشته و حق‌الزحمه زیادی دریافت کرده بود، هیگوچی تصمیم گرفت نویسنده شود تا بتواند از خانواده‌اش حمایت کند.
تلاش‌های اولیه او در نوشتن داستان‌های تخیلی، به صورت یک داستان کوتاه بود. در سال ۱۸۹۱، توسط خواهرش با ناکارای توسوئی (یکی از نویسندگان روزنامه توکیو آساهی) آشنا شد که او تصور می‌کرد به او در ارتباط با ویراستاران کمک خواهد کرد و شاگرد او شد. ناکارای مجله ادبی «موساشینو» را ایجاد کرد که هیگوچی ایچی‌یو با انتشار داستان «یامی زاکورا»(گل‌های ساکورا در غروب) که در شماره اول این مجله تحت نام مستعارش هیگوچی ایچی‌یو، نخستین بار استعداد ادبی خود را آشکار کرد. ناکارای او را به رئیس انتشارات روزنامه توکیو آساهی معرفی کرد ولی آثار او برای چاپ تأیید نشد و ناتوانی در به‌دست آوردن پول از طریق داستان‌هایش، هیگوچی را ناراحت و درمانده کرد.
هیگوچی ایچی‌یو عاشق ناکارای، مردی 31 ساله شد که به هوس‌بازی معروف بود و به او دل بست. این مرد، جواب عشق هیگوچی را نداد و همچنین هیگوچی نمی‌دانست که او ادبیات عامه‌پسند می‌نویسد که هدفش جلب رضایت عموم مردم است و هیچ تمایلی به انجام کار در رابطه با ادبیات جدی ندارد. این شکست عشقی تأثیر زیادی بر هیگوچی گذاشت که این موضوع در آثار او قابل مشاهده است. متأسفانه ارتباط غیراخلاقی او با ناکارای تبدیل به رسوایی بزرگی شد و وی به ناچار برای مدتی از دنیای ادبیات فاصله گرفت و هم چنین ارتباط خود را با ناکارای قطع کرد و این موضوع او را به فقر و تنگدستی شدیدی سوق داد اگرچه گفته می‌شود که او نویسندگی را در سن ۲۲ سالگی در حالی که برای گذران زندگی از دیگران پول قرض می‌گرفت ادامه داد.
پس از آن او به کتابخانهٔ اوئنو می‌رفت تا مستقلانه به مطالعاتش بپردازد و رمان واقع گرایانه "اومورگی " که مشابه با سبک کودا روهانبود را نوشت و آن را در مجله «می‌یاکو نو هانا» منتشر کرد. اولین حقوق او ۱۱ ین و ۵۰ سن بود که از این پول ۶ ین را برای پرداخت بدهی‌هایش صرف کرد. داستان «اومورگی» آغاز ورود او به دنیای نویسندگی حرفه ای بود و تنها نه ماه پس از اینکه او نوشتن را به‌طور جدی آغاز کرد، کار او مورد توجه قرار گرفت و به عنوان یک نویسنده جدید و امیدوارکننده شناخته شد. کارهای او همچنین توسط موری اوگایو روهان کودا تحسین شدند.
داستان‌های این دوره اولیه (۱۸۹۲–۱۸۹۴) تحت تأثیر زیاد شعرهای دوره هی آن بودند. هیگوچی احساس می‌کرد که باید آموزش‌های ادبی کلاسیک خود را نشان دهد. داستان‌ها ضعیف بودند، توسعه شخصیت کمی داشتند و به شدت تحت تأثیر احساسات قرار داشتند، به ویژه در مقایسه با آنچه او به‌طور همزمان در دفترچه‌اش می‌نوشت. با این حال، سبک او به سرعت توسعه یافت. سبک نوشتاری او بدین گونه بود: به عنوان مثال، رابطه مثلثی میان یک زن جوان، زیبا و تنها که والدینش را از دست داده، یک مرد خوش‌چهره که او را ترک کرده (و در پس‌زمینه باقی مانده) و یک مرد بی‌خانمان و ناامید که عاشق او می‌شود. تم دیگری که هیگوچی تکرار می‌کرد، جاه‌طلبی و بی‌رحمی طبقه متوسط در دوره میجی بود.

## ۱۴ ماه معجزه آسا
هیگوچی ایچی‌یو عضو فعال نسل دوم مجلهٔ دنیای ادبیات بود توسط کیتامورا توکوکو تأسیس شده بود. او داستان «روز برفی» را در شماره نخست این مجله منتشر کرد. همچنین در پایان سال، داستان «صدای کمان» را نیز در این مجله  منتشر کرد. در دسامبر همان سال، داستان «اوتسوگوموری» را هم در نشریه «ادبیات» منتشر کرد. در سال ۱۸۹۳، هیگوچی برای رفع مشکلات مالی به همراه مادر و خواهرش خانه خود را ترک کرده و به یک محله فقیرنشین نقل مکان کردند، جایی که یک فروشگاه لوازم التحریر باز کردند که در ژانویه سال بعد، به دلیل افتتاح یک کسب‌وکار مشابه در نزدیکی، دچار مشکل شد و شکست خورد که این تجربه بعداً به موضوع رمان معروفش (تاکه کورابه)تبدیل شد. محل جدید آنها پنج دقیقه پیاده‌روی با منطقه چراغ قرمز توکیو، یوشیوارا فاصله داشت. تجربه او از زندگی در این محله به منبعی برای چندین داستان بعدی‌اش تبدیل شد، به ویژه داستان «تاکه کورابه» (به معنای «مقایسه ارتفاعات»؛ به عنوان «بازی کودکانه» در ترجمه رابرت لیونز دانلی و «رشد کردن» در ترجمه ادوارد سایدن‌استیکر)
داستان‌های دوره بلوغ نویسندگی او (۱۸۹۴–۱۸۹۶) نه تنها تحت تأثیر تجربه زندگی در نزدیکی منطقه چراغ قرمز و نگرانی‌های بیشتر دربارهٔ شرایط زنان بودند، بلکه تحت تأثیر ایهارا سایکاکو،نویسنده‌ای از قرن هفدهم، که داستان‌های او در آن دوره کشف شده بود، نیز قرار داشتند. ویژگی بارز او در پذیرش شخصیت‌های معمولی به عنوان موضوعات ادبی باارزش نهفته بود. آنچه هیگوچی به این داستان‌ها اضافه کرد، آگاهی خاصی از رنج و حساسیت بود. داستان‌های «اوتسگو موری» (در آخرین روز سال)، «نیگوری»(آب‌های مشکل‌دار)، «جوسان یا» (شب سیزدهم)، «تاکه کورابه» و «واکاره‌میچی»(جدایی راه‌ها) به این دوره تعلق دارند. با این داستان‌ها شهرت او در میان نویسندگان توکیو گسترش یافت. او به خاطر سبک سنتی‌اش ستایش شد و به عنوان «آخرین زن دوران قدیم میجی» شناخته شد که بازتابی از یادآوری او از گذشته بود. در خانهٔ ساده‌اش، دیگر نویسندگان، دانشجویان شعر، طرفداران، منتقدان و ویراستاران برای همکاری به دیدنش می‌آمدند.

## مرگ

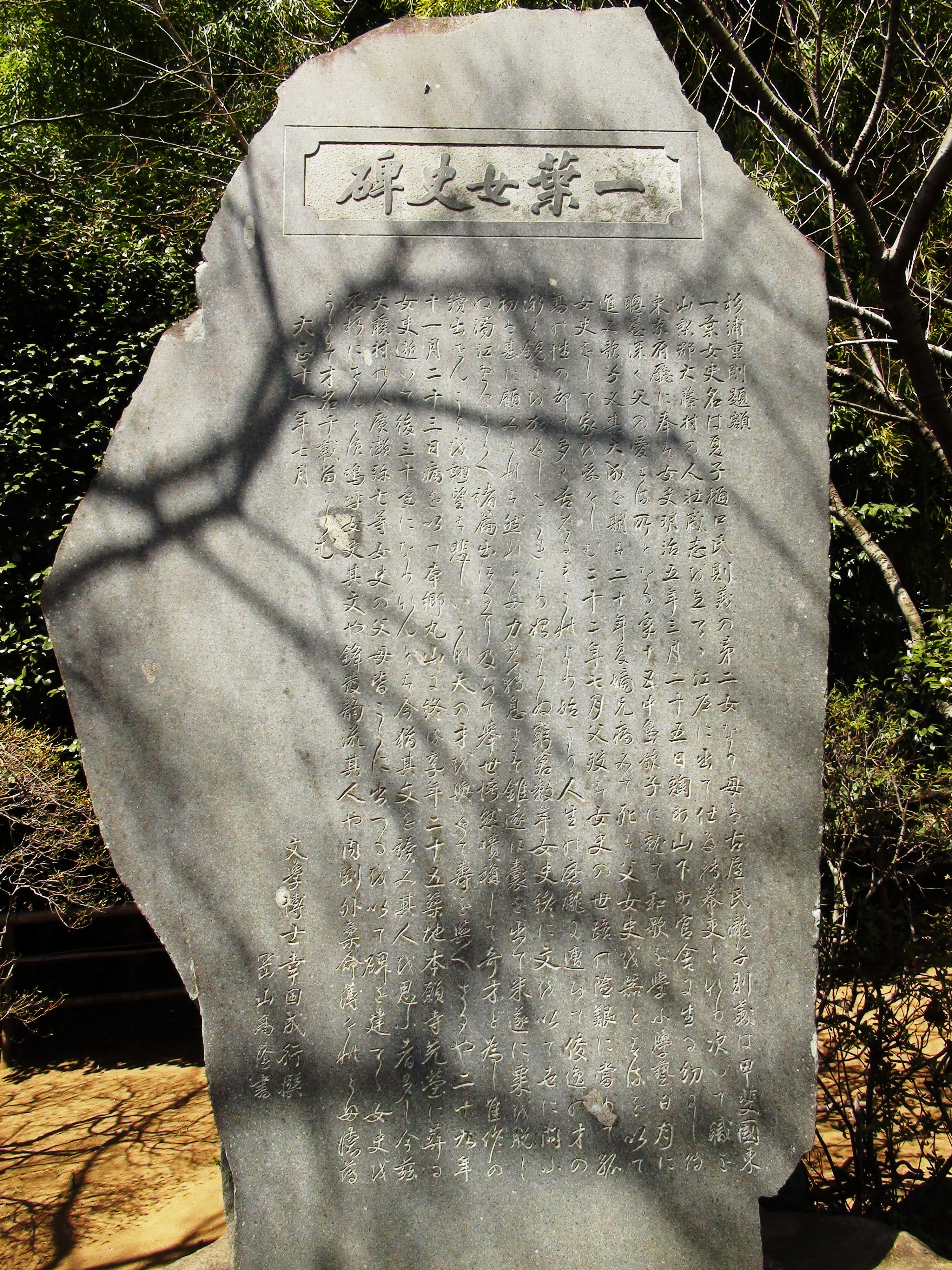
بنای یادبود هیگوچی ایچی‌یو در زادگاهش، معبد جیون‌جی

ایچی‌یو هیگوچی که با داستان اوتسوگوموری بسیار معروف شده بود از زمان انتشار اوتسوگوموری تا انتشار داستان (اورا موراساکی) در یک دوره ۱۴ ماهه آثار ارزشمند زیادی را به یادگار گذاشت، وی چنان برای آفرینش آثارش تلاش می‌کرد که گویی جانش را برای خلق آنها به آتش می‌کشید ولی متأسفانه به دلیل وقفه‌های مکرر و سردردهای مکرر، هیگوچی نوشتن را متوقف کرد و در سن ۲۴ سالگی (۲۳ نوامبر ۱۸۹۶) همانند پدر و برادرش بر اثر بیماری سل درگذشت. او در قبرستان تسوکی‌جی هونگان‌جی وادابوری در سوگینامی، توکیو به خاک سپرده شد.

## ترجمه آثار او
داستان‌های هیگوچی به زبان‌های مختلفی ترجمه شده‌اند. اولین ترجمه انگلیسی به سال ۱۹۰۳ بازمی‌گردد (اوتسگو موری، با عنوان «آخرین روز سال» توسط تئی فوجیو). در سال ۱۹۸۱، مجموعه‌ای از نه داستان او با ترجمه‌های جدید ارائه شده توسط رابرت لیونز دانلی منتشر شد.
برخی از داستان‌ها نیز از زبان ژاپنی کلاسیک، که تمام آثار هیگوچی به آن نوشته شده‌اند، به ژاپنی مدرن ترجمه شده‌اند، مانند ترجمه «نیگوری» توسط هیرومی ایتو یا ترجمه «تاکه کورابه» توسط فومیکو انچی.
داستان‌های او شامل «اوتسگو موری»، «نیگوری»، «جوسانیا» و «تاکه کورابه» به‌طور مکرر برای سینما و تلویزیون اقتباس شده‌اند، به‌ویژه فیلم «خلیجی از آب‌های گل‌آلود» (۱۹۵۳، به کارگردانی تاداشی ایمای) و «تاکه کورابه» (۱۹۵۵، به کارگردانی هینوسوکه گوشو).
فیلمی که بر اساس زندگی هیگوچی ساخته شده، با عنوان "هیگوچی ایچی‌یو"در سال ۱۹۳۹ منتشر شد که ایزو سوزو یامادا در آن بازی کرده و کیوتارو نامیکی که کارگردانی آن را بر عهده داشت. هیگوچی همچنین شخصیت اصلی نمایشی به قلم هیساشی اینوئه بود، با عنوان "زوتسو کاتاکوری هیگوچی ایچی‌یو " که اولین بار در سال ۱۹۸۴ اجرا شد.

## داستان تاکه کورابه
این داستان به کاوش در زندگی گروهی از کودکان و نوجوانان در محله یوشیوارا، معروف به منطقه چراغ قرمز توکیو، می‌پردازد. این داستان به‌طور خاص به تحولات روحی و اجتماعی آن‌ها در دوران گذار از کودکی به بزرگسالی می‌پردازد.

### شخصیت‌های اصلی
- میدوری: دختری جوان و سرزنده که در خانهٔ گیشاها[پ ۲۶]زندگی می‌کند. میدوری با توجه به پیشینه خانوادگی خود، با انتظارات زیادی روبروست. او نماد معصومیتی است که در آستانه تغییرات بزرگ قرار دارد.

- نوبو: پسری که پسر یک راهب بودایی است و در عین حال که با مسائل اخلاقی دست و پنجه نرم می‌کند، نگاهی فلسفی و عمیق به زندگی دارد.

- شوتا: پسری که به دنبال فرار از محدودیت‌های طبقه اجتماعی خود است و رویاهای بزرگی در سر دارد، اما واقعیت‌های زندگی او را محدود می‌کنند.

### محوریت داستان
داستان با تمرکز بر زندگی روزمره این کودکان آغاز می‌شود و به تدریج نشان می‌دهد که چگونه هر یک از آن‌ها با چالش‌های فردی و اجتماعی خود روبرو می‌شوند. محیط محله یوشیوارا، با توجه به فضای خاص و قوانین نانوشته‌اش، تأثیرات عمیقی بر شخصیت‌ها و رفتارهای آن‌ها دارد.

### تم‌های اصلی
- از دست دادن معصومیت: داستان به زیبایی نشان می‌دهد که چگونه کودکان معصومیت خود را در مواجهه با واقعیت‌های سخت زندگی از دست می‌دهند و به مرور زمان به بلوغ می‌رسند.
- انتظارات اجتماعی: هر یک از شخصیت‌ها با انتظارات و فشارهای اجتماعی مختلفی روبرو هستند که آن‌ها را به سوی مسیرهای متفاوتی هدایت می‌کند.
- تقابل میان رؤیا و واقعیت: داستان به تضاد میان رویاهای کودکان و واقعیت‌های تلخ زندگی آن‌ها می‌پردازد و نشان می‌دهد که چگونه این تضادها شکل‌دهنده شخصیت و مسیر زندگی آن‌ها می‌شود.

### پایان داستان
پایان داستان به نوعی تلخ و در عین حال واقع‌گرایانه است. شخصیت‌ها، هر کدام به نوعی، با واقعیت‌های زندگی کنار می‌آیند و معصومیت کودکی خود را پشت سر می‌گذارند. این پایان نشان‌دهنده گذار طبیعی و دردناک کودکی به بزرگسالی است.
داستان «تاکه کورابه» با نگاهی عمیق و حساس به تحولات روحی و اجتماعی کودکان، به یکی از آثار برجسته ادبیات ژاپن تبدیل شده است. ایچی یو هیگوچی با توانایی‌های بی‌نظیر خود در شخصیت‌پردازی و تصویرسازی، این داستان را به یک اثر جاودانه تبدیل کرده است.
ایچی یو هیگوچی در این کتاب از اصطلاحات زیبای زیادی استفاده کرده است. این کتاب توسط سید شهاب الدین ساداتی و مریم طریقت بین با نام (پایان کودکی) به زبان فارسی ترجمه شد و در سال ۱۴۰۱ توسط نشر لوگوس منتشر شد. هم چنین رمان تاکه کورابه تحت عنوان (بازی کودکانه) توسط رابرت لایونز دنلی و (بزرگ شدن) توسط ادوارد سایدن استیکر به زبان انگلیسی ترجمه شده است.

## آثار ایچی‌یو هیگوچی
هیگوچی ایچی‌یو در زمان نخستین جنگ چین و ژاپن (۱۸۹۵–۱۸۹۴) به شدت فعال بود بسیاری از آثار ادبی او موضوعات تاریک و غم‌انگیزی داشتند به گونه ای که این داستان‌ها به عنوان (رمان‌های تراژیک) شناخته می‌شوند. هم چنین به دلیل مخالفت زیادش با جنگ رمان‌های زیادی در زمینهٔ سوسیالیسم نوشت. در آن روزگار ایچی‌یو هیگوچی با تمرکز نکردن بر جنگ و سیاست و نوشتن در مورد زندگی زن‌ها با قلم زیبایش قلب خواننده‌ها را تحت تأثیر قرار داد.
او حدود ۲۱ داستان کوتاه و نزدیک به ۴۰۰۰ شعر نوشته است که از آثار او می‌توان به موارد زیر اشاره کرد:
| سال انتشار | عنوان اصلی ژاپنی           | عنوان فارسی                      | عنوان چاپ شده به فارسی و مترجم (در صورت وجود)         |
| ---------- | -------------------------- | -------------------------------- | ----------------------------------------------------- |
| ۱۸۹۲       | Yamizakura (闇桜)          | ساکورای شب                       |                                                       |
| ۱۸۹۲       | Wakarejimo (別れ霜)        | سرمای خداحافظی                   |                                                       |
| ۱۸۹۲       | Tamadasuki (玉襷)          |                                  |                                                       |
| ۱۸۹۲       | (Samidare (五月雨          | باران ماه پنجم                   |                                                       |
| ۱۸۹۲       | Kyōzukue (経づくえ)        | تجربه                            |                                                       |
| ۱۸۹۲       | Umoregi (うもれ木)         | درخت‌های دفن شده / زندگی در ابهام |                                                       |
| ۱۸۹۳       | Akatsuki-zukuyo (暁月夜)   | سپیده دم شب نور مهتاب            |                                                       |
| ۱۸۹۳       | Yuki no hi (雪の日)        | روز برفی                         |                                                       |
| ۱۸۹۳       | Koto no ne (琴の音)        | صدای کوتو                        |                                                       |
| ۱۸۹۴       | Hanagomori (花ごもり)      | ابرهای بهاری                     |                                                       |
| ۱۸۹۴       | Yamiyo (やみ夜)            | شب تاریک                         |                                                       |
| ۱۸۹۴       | Ōtsugomori (大つごもり)    | آخرین روز سال                    |                                                       |
| ۱۸۹۵       | Takekurabe (たけくらべ)    | پایان کودکی                      | پایان کودکی- ترجمه از سید شهاب‌الدین ساداتی- نشر لوگوس |
| ۱۸۹۵       | Noki moru tsuki (軒もる月) |                                  |                                                       |
| ۱۸۹۵       | Yuku kumo (ゆく雲)         | ابرهای گذرا                      |                                                       |
| ۱۸۹۵       | Utsusemi (うつせみ)        | فانی / موقت                      |                                                       |
| ۱۸۹۵       | Nigorie (にごりえ)         | آب گل‌آلود                        |                                                       |
| ۱۸۹۵       | Jūsan'ya (十三夜)          | شب سی‌ام                          |                                                       |
| ۱۸۹۶       | Kono ko (この子)           | این کودک                         |                                                       |
| ۱۸۹۶       | Wakaremichi (わかれ道)     | جدایی راه‌ها                      |                                                       |
| ۱۸۹۶       | Ware kara (われから)       | از من                            |                                                       |

## چاپ تصویر ایچی‌یو هیگوچی برروی اسکناس‌های ژاپنی

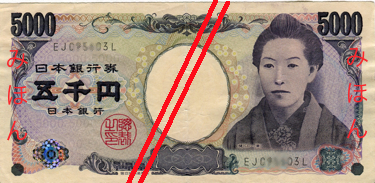
تصویر ایچی‌یو هیگوچی برروی اسکناس ۵۰۰۰ ینی

ژاپن در سال ۲۰۰۴ با انتشار تصویر هیگوچی ایچی‌یو بر روی اسکناس ۵۰۰۰ ینی میراث و اثر بخشی او را بر ادبیات ژاپنی گرامی داشت که یعنی او سومین زنی بود که تصویرش بر روی اسکناس‌های ژاپنی منتشر شده است، اولین زن ملکه جینگو در سال ۱۸۸۱ و پس از آن موراساکی شیکیبو بود که تصویرش در سال ۲۰۰۰ بر روی اسکناس ژاپنی منتشر شد، پس از هیگوچی هم در سوم ماه ژوئیه سال ۲۰۲۴، دولت ژاپن تصویر اومکو تسودا را برروی اسکناس ۵۰۰۰ ینی قرار داد. اومکو تسودا نیز زنی بود که زندگی خود را وقف بهبود وضعیت تحصیلی زنان کرد.